# Johann Baptist Maier
Johann Baptist Maier, Künstlername: Hans Ibe (geboren 30. Juni 1881 in Regensburg; gestorben 25. Oktober 1957 in München) war ein deutscher Gebrauchsgraphiker und Maler.

## Leben
Johann Baptist Maier machte zunächst eine Lehre als Bäcker. Er bildete sich autodidaktisch und unter Anleitung von Julius Diez zum Gebrauchsgraphiker aus. 
1905 war er Preisträger im Preisausschreiben um Reklameentwürfe für Gemeinschaftswerbung der Unternehmer Ludwig Stollwerck und Otto Henkell.
Maier gestaltet etliche Titelblätter der Zeitschrift Die Dame und den Wertbuchkalender 1922.
Maier war von 1909 bis 1942 in München tätig. Er war Mitglied der zweiten Gruppe Die Sechs mit Max Eschle, Franz Paul Glass, Otto Ottler, Tommi Parzinger und Valentin Zietara und der Neuen Vereinigung Münchner Plakatkünstler. Johann Baptist Maier entwarf Plakate unter anderem für den Marco Polo Tee, für die Kieler Herbstwoche, für die Fliegende Blätter, Sporthaus Schuster München. Für die Meggendorfer-Blätter lieferte er zwischen 1906 und 1925 fast 700 Zeichnungen.
Maier signierte von 1909 bis ca. 1920 mit Johann B. Maier, danach als Hans Ibe. Er ist als Plakatkünstler in Essen im Museum Folkwang vertreten.